# قلعه سردار (روستا)
قلعه سردار، روستایی است از توابع بخش نازلو و در شهرستان ارومیه استان آذربایجان غربی ایران.
زبان محلی این روستا ترکی هست و اهل انجا فرهنگ دین سنی را دارند. جمعیت انجا در سال ۲۰۲۳ حدود ۶۳۵ نفر اعلام شد. 
این روستا درجنگ جهانی دوم ویران شد و بعد فردی به نام محمدیار این روستا را از نو ساخت.

## جمعیت
این روستا در دهستان نازلوچای قرار داشته و بر اساس سرشماری سال 2023 جمعیّت آن 658 نفر (۹۰ خانوار)
بوده‌است.